# Vlag van Puurs-Sint-Amands
De vlag van Puurs-Sint-Amands werd door de gemeenteraad op 25 februari 2019 officieel vastgesteld als de gemeentelijke vlag van de Antwerpse gemeente Puurs-Sint-Amands. Op 7 december 2022 werd hij door het ministerieel besluit bevestigd en uiteindelijk gepubliceerd op 30 januari 2023 in het officiële Belgisch Staatsblad.
Officieel wordt de vlag beschreven als:
Rood met een geschaakte schuinbalk van twee rijen van wit en zwart, vergezeld van twee witte leeuwen, geel gekroond, geklauwd en getongd.
Het ontwerp van de vlag is gebaseerd op dat van de vlag van Puurs. De leeuwen op de vlag kunnen mogelijks naar de leeuwen op het wapen van Sint-Amands verwijzen.

? Vlag van Puurs
Wapen van Sint-Amands